# Marty Friedman

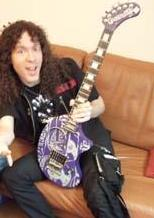
Marty Friedman

Martin Adam (Marty) Friedman (Washington D.C., Verenigde Staten, 8 december 1962) is een Amerikaanse gitarist. Hij speelde bijna tien jaar bij een van de bekendste metalbands ter wereld: Megadeth. Tegenwoordig woont hij in Japan met zijn vrouw Chiharu en heeft hij zijn eigen tv-programma's: Rock Fujiyama en Jukebox English.

## Discografie

### Megadeth
| Releasedatum      | Titel                                        | Platenlabel     |
| ----------------- | -------------------------------------------- | --------------- |
| 24 september 1990 | Rust in Peace                                | Capitol Records |
| 14 juli 1992      | Countdown to Extinction                      | Capitol Records |
| 31 oktober 1994   | Youthanasia                                  | Capitol Records |
| 18 juli 1995      | Hidden Treasures (ep)                        | Capitol Records |
| 17 juni 1997      | Cryptic Writings                             | Capitol Records |
| November 1998     | Cryptic Sounds - No Voices in Your Head (ep) | Capitol Records |
| 31 augustus 1999  | Risk                                         | Capitol Records |

### Solo
| Releasedatum | Titel              | Platenlabel        |
| ------------ | ------------------ | ------------------ |
| 1988         | Dragon's Kiss      | Shrapnel Records   |
| 1992         | Scenes             | Shrapnel Records   |
| 1995         | Introduction       | Roadrunner Records |
| 1996i        | True Obsessions    | Shrapnel Records   |
| 2003         | Music For Speeding | Favored Nations    |
| 2006         | Loudspeaker        | Avex Trax          |
| 2009         | Tokyo Jukebox      | Avex Trax          |
| 2014         | Inferno            | Prosthetic         |
| 2017         | Wall of Sound      | Prosthetic         |

- Bibsys: 10071722
- Bibliothèque nationale de France: cb141790893 (data)
- Gemeinsame Normdatei: 134828674
- International Standard Name Identifier: 0000 0000 6690 2278
- Library of Congress Control Number: no98049929
- MusicBrainz: e43bc702-b387-44eb-865b-3e4f93461c44
- Nationale Bibliotheek van Tsjechië: ola2002152853
- Nationale bibliotheek van Australië: 35478171
- Nationale Bibliotheek van Israël: 987007395554805171
- Nationale Bibliotheek van Polen: a0000002773297
- Nederlandse Thesaurus van Auteursnamen: 161798861
- Système universitaire de documentation: 162382995
- Trove: 967404
- Virtual International Authority File: 89820991
- WorldCat: E39PBJfmmFHHxfK83HxGJKgBT3